# Metria meretricia
Metria meretricia là một loài bướm đêm trong họ Erebidae.